# Y6-generationen
Y6-generationen är en rälsbusserie som konstruerades i slutet av 1940-talet av SJ:s maskinbyrå för att ersätta den tidigare Hilding Carlsson-rälsbussen. Serien omfattade flera olika diesel- och elrälsbussar samt en mängd varianter av släpfordon. Efter genomfört konstruktionsarbete begärde SJ in anbud hos diverse tillverkare, även Hilding Carlsson. Y6-generationen kom dock att tillverkas av ASJ, Hägglund & söner, Kalmar Verkstad och Märstaverken.
Y6-generationen kom att bli helt dominerande på mindre linjer från slutet av 1950-talet fram till att de ersattes av Y1 under 1980-talet. Eftersom den även fanns i en elversion som var samkörbar med dieselvarianten, kom den att användas i lokaltågstrafik även på stambanorna. Ombyggnad med bekvämare säten gjorde rälsbussarna användbara i fjärrtågstrafik, bland annat på Inlandsbanan.
Y6-generationens historia kom inte att ta slut i och med att SJ tog dem ur passagerartrafik under 1980-talet. Många av fordonen överfördes i stället till banavdelningen, senare Banverket / Trafikverket, för användning som elrevisionsvagnar, personaltransport, verktygslager och liknande uppgifter. Dessa vagnar är fortfarande vanliga även om de på senare år har börjat att bytas ut mot modernare fordon.

## Dieselrälsbussarna

### Y6
Y6 var den första varianten av Y6-rälsbussar som levererades. Leveranserna pågick 1953–1957 och omfattade 251 vagnar. Från början hade varianten littera YCo6. 1956 fick den littera YBo6 och de vagnar som fanns kvar 1970 fick då littera Y6. Y6:an är den variant av rälsbussarna som har de enklaste sätena och flest sittplatser, 53 st, 5 i bredd. Vagnarna tillverkades av Hägglunds, ASJ i Linköping och Kalmar Verkstad (20 st med nr 852-871). Den sista vagnen av denna modell slopades 1983 men många vagnar byggdes om till olika typer av tjänstevagnar.. Dessutom såldes 26 vagnar till olika danska privatbanor.
Fem rälsbussar av denna typ levererades till Säröbanan 1954. Dessa tillverkades av ASJ i Linköping. De var till skillnad från SJ:s Y6:or målade i ljusblått och gräddvitt. Två av dessa vagnar såldes 1964 till TGOJ och resten såldes till LAMCO i Liberia när banan las ner.

### Y7
Y7 hette från början YBo7. Det var vid omlittereringen 1970 som den fick littera Y7. Y7 skiljer sig från Y6 genom att Y7 har färre säten (47 st, 4 i bredd) och högre ryggdynor än Y6. Typen kom till efter att man hade byggt om några X16 på detta sätt och fått positiva erfarenheter av detta[källa behövs]. Tillverkningen pågick mellan 1957 och 1960 hos ASJ i Linköping och Eksjöverken. Tillsammans med de sju som byggdes om från Y6 och Y8 tillverkades 129 st. En av vagnarna (Y7 1224) provmålades i samma färg som X9 kom att få. Även denna typ byggdes om till tjänstemotorvagnar av olika typer. Fem av vagnarna såldes till NSB och en till en dansk privatbana. SJ själva använde typen fram till och med 1989.

### Y8

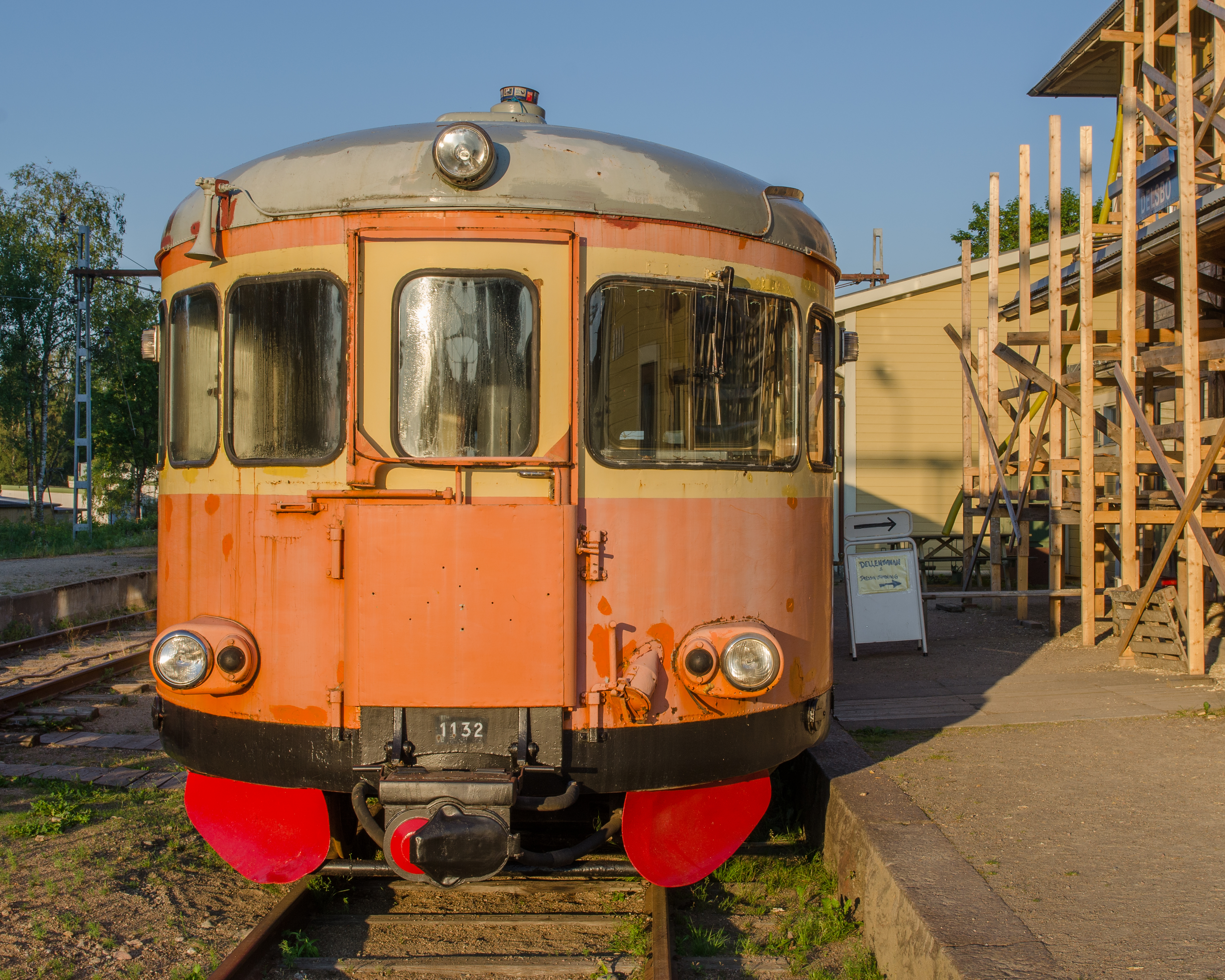
Dellenbanans vänners rälsbuss nr 1132, 2014

När det i mitten av 1960-talet uppstod behov av rälsbussar för snabbtågstrafik i Mellansverige, byggde SJ om sammanlagt 29 st YBo6/7 genom att sätta in samma typ av säten som användes i X9. Denna ombyggnad skedde mellan 1963 och 1966. Antalet sittplatser minskades vid ombyggnaden från 53/47 till 36. Inredningsmässigt blev även alla hatthyllor, stålrör, förarbord mm grå-målade istället för som tidigare grön färg.[källa behövs] Ursprungligen fick typen litteran YBo8 men 1970 blev den Y8. Motorvagnstypen sattes i första hand in på längre sträckor för att öka bekvämligheten för resande. Bland annat på norrlandsbanorna blev det en vanligt förekommande fordonstyp, framför allt på Inlandsbanan. I början på 80-talet kom de nya italienska motorvagnarna littera Y1 att mer och mer tränga undan Y8:orna från banorna i norr, och ett flertal vagnar omstationerades till Kristianstad och Malmö. Här gick de bland annat i de klassiska snälltågen 298-299 på Blekinge Kustbana.

### YS
Inspektionsmotorvagnar för banavdelningen. År 1964 byggdes YBo6 1022 om till littera YSo6 för användning i södra Sverige, och 1967 byggdes YBo7 1171 och 1179 om efter samma princip för användning i Norrland. Vid ombyggnaden togs all inredning och mellanväggen bort. Ett nytt vattenburet värmesystem installerades, och ett litet pentry byggdes i B-kupén. Den nya inredningen bestod av ett konferensbord med tio stolar i B-kupén samt 6 st omklädda fåtöljer från Ao14-vagnar och 2 små bord i A-kupén. Kupéerna delades av med en vikvägg av galon, och resandeutrymmet försågs med heltäckningsmatta. Litteran ändrades 1970 till YS, men redan 1972 blev samtliga tjänstevagnar med littera Qgm och nummer 986 0037, 0038 och 0039. Qgm 0037 byggdes 1975 om till en liftvagn för kontaktledningsarbeten litt Qgz-yä och nr 985 0842. Qgm 0038 blev 1994 PMV 0038 och hamnade år 2005 hos Svenska Motorvagnsklubben som avser återställa den i YS-utförande.
| Modell         | Operatörs- land | Antal sittpl. [pl] | Tåglängd [mm] | Tjänstevikt [t] | Tågtyp    | Antal vagnar [st] | Max. kont. eff. [MW] | Kontaktledn sp [kV] | Drivmotor | Korgbredd [mm] | Sth [km/h] | Införd |
| -------------- | --------------- | ------------------ | ------------- | --------------- | --------- | ----------------- | -------------------- | ------------------- | --------- | -------------- | ---------- | ------ |
| Y6             | Sverige         | 53                 | 17 550 mm     | 19,0 t          | motorvagn | 1                 | 0,145 MW             | (saknas)            | diesel    | 3 100 mm       | 115 km/h   | 1953   |
| Y7             | Sverige         | 47                 | 17 550 mm     | 19,0 t          | motorvagn | 1                 | 0,145 MW             | (saknas)            | diesel    | 3 100 mm       | 115 km/h   | 1957   |
| Y8 (fd Y6, Y7) | Sverige         | 36                 | 17 550 mm     | 19,0 t          | motorvagn | 1                 | 0,145 MV             | (saknas)            | diesel    | 3 100 mm       | 115 km/h   | 1963   |

## Elrälsbussarna
ASEA byggde tillsammans med ASJ en elrälsbuss på prov 1948. Detta gjordes utan att SJ medverkade. Rälsbussen provades däremot av SJ och kom att ligga till grund för konstruktionen av X16 och X17.

### X16
X16 är en elektrisk version av Y6/Y7 och byggdes i 18 exemplar år 1955. De hade eldrift, med något högre effekt 170 kW, men inte högre toppfart. X16 hade 5 sittplatser i bredd, 55 totalt, ungefär som Y6. X16 och X17 användes de sista åren i trafik mest i Värmland, Dalarna, Gävleborg. X16 958 och 960 finns idag hos Svenska Motorvagnsklubben. 958 fanns tidigare hos Bergslagernas Järnvägssällskap.

### X17
X17 byggdes i 12 exemplar år 1955–1956. De var likadana som X16 utom avseende sätena. Det fanns 4 i bredd, 49 totalt, liknande Y7. Ändringen gjordes för att vagnarna skulle vara mer lämpade för långdistanstrafik. Vagn 979 finns idag hos Dellenbanans Vänner.
| Modell | Operatörs- land | Antal sittpl. [pl] | Tåglängd [mm] | Tjänstevikt [t] | Tågtyp    | Antal vagnar [st] | Max. kont. eff. [MW] | Kontaktledn sp [kV] | Drivmotor | Korgbredd [mm] | Sth [km/h] | Införd |
| ------ | --------------- | ------------------ | ------------- | --------------- | --------- | ----------------- | -------------------- | ------------------- | --------- | -------------- | ---------- | ------ |
| X16    | Sverige         | 55 pl              | 17 550 mm     | 21,0 t          | motorvagn | 1                 | 0,170                | 15                  | el        | 3 100 mm       | 110 km/h   | 1955   |
| X17    | Sverige         | 49 pl              | 17 550 mm     | 21,0 t          | motorvagn | 1                 | 0,170                | 15                  | el        | 3 100 mm       | 110 km/h   | 1955   |

## Manöver- och släpvagnar
Ett flertal (14 st) olika typer av släpvagnar konstruerades för att gå i tågsätt tillsammans med Y6/Y7/Y8/YS/X16/X17. De flesta av de 321 byggda släpvagnarna hade en korg liknande den hos motorvagnarna, två boggier men endast ett manöverutrymme och vanligtvis en godsavdelning i ena änden. Det fanns en möjlighet att fälla ut en plattform mellan rälsbuss och manövervagn så man kunde gå mellan dem under färd, dock inte skyddad mot väder och vind, i första hand avsett för konduktören.

### UAFY
Manövervagn med första klass sittplatser, godsutrymme och ett litet pentry. Två vagnar med nr 1983, 1984 ombyggdes år 1960 och en med nr 1980 ombyggdes år 1963 från UABFo7y (UABFY) till UAFo6y (UAFY). Vagnarna anpassades 1971–1973 för användning tillsammans med elmotorvagnarna X16/17 och erhöll då litt UAFZ. Manövermöjlighet fanns endast i ena änden av vagnen.

### UAFZ
Manövervagn med första klass sittplatser och godsutrymme. Likadan som UAFY, men anpassad för användning tillsammans med elmotorvagnarna X16/X17 genom en strömställare mellan dieseldrift och elektrisk drift och manöverknappar för strömavtagare.

### UABFY
Manövervagn med sittinredning i första klass och andra klass, godsutrymme och ett litet pentry. Hade 10 st platser i första klass och 15 st i andra klass, golvytan i godsutrymmet var 13m² och maxlast 2 ton. Sammanlagt sju vagnar med nr 1977–1984 ombyggdes från UBFo7y (UBF7Y) år 1959 och 1961. 1970 ändrades litteran till UABFY. Den sista UABFY-vagnen slopades 1983.

### UB
Släpvagn med sittinredning, liksom Y6-motorvagnarna. Den hade 62 sittplatser varav 6 stycken i var ände i stället för manöverplatser. 15 stycken tillverkades vid AB Eksjöverken 1955 och levererades till SJ som UCo6 1944–1958. 1956 ändrades litteran till UBo6 och 1970 till UB. Från början stationerades dessa släpvagnar i Ystad och Halmstad, senare även längre norrut. Tre stycken såldes 1973 till danska privatbanor. 1983 slopades den sista UB-vagnen, UB 1957.

### UBF
Släpvagn med sittinredning lika som Y6-motorvagnara och godsutrymme, en del även med tjänstekupé. Hade 39 st sittplatser varav 6 st i ena änden i stället för manöverplats, golvytan i godsutrymmet var 17m² (16m² i vagnar med tjänstekupé) och maxlast 2 ton. Sammanlagt 48 stycken tillverkades 1954-55, 15 stycken tillverkades vid Hägglund & Söner Örnsköldsvik, 15 stycken vid ASJ Arlöv och 18 stycken vid AB Eksjöverken. De levererades till SJ som UCFo6 1776–1790, 1827–1841 och 1885–1902. 1956 ändrades litteran till UBFo6 och 1970 till UBF. 4 stycken med nr 1899–1902 ombyggdes till UBFo8 1956-57 för samkörning med motorvagnar litt Yo2 och Yo3, 1901 och 1902 återställdes till UBFo6 efter att Yo2 och Yo3 slopats år 1964. 19 stycken med nr 1776–1779 och 1781–1790 ombyggdes 1959-60 till UBFo6y (UBF6Y) likaså vagn 1841, år 1965. Den sista UBF-vagnen slopades 1973.

### UBF6Y
Manövervagn med sittinredning lika som Y6-motorvagnarna och godsutrymme, en del även med tjänstekupé. Hade 36 sittplatser, golvytan i godsutrymmet var 17m² (16m² i vagnar med tjänstekupé) och maxlast 2 ton. Sammanlagt 98 st tillverkades 1953-56, 20 stycken vid Hägglund och Söner Örnsköldsvik, 15 stycken vid ASJ Arlöv och övriga vid AB Eksjöverken. De levererades till SJ som UCFo6y 1756–1775, 1842–1879, 1923–1942 och 1985–2002. 1956 ändrades litteran till UBFo6y och 1970 till UBF6Y. 25 stycken ombyggdes till år 1957 till UBFo6ye (UBF6Z).

### UBF6Z
Manövervagn med sittinredning lika som Y6-motorvagnarna och godsutrymme en del även med tjänstekupé. Hade 36 sittplatser, golvytan i godsutrymmet var 17m² (16m² i vagnar med tjänstekupé) och maxlast 2 ton. 25 stycken med nr 1923–1942 och 1985–1989 ombyggda år 1957 från UBFo6y (UBF6Y) till UBFo6ye (UBF6Z). Anpassade för användning tillsammans med elmotorvagnarna X16/X17 genom en strömställare mellan dieseldrift och elektrisk drift och manöverknappar för strömavtagare. 1970 ändrades litteran till UBF6Z. Den sista UBF6Z-vagnen slopades 1986.

### UBF7Y
Manövervagn med sittinredning lika som Y7-motorvagnarna, godsutrymme och ett litet pentry. Hade 31 st sittplatser, golvytan i godsutrymmet var 13m² och maxlast 2 ton. 12 stycken tillverkades vid AB Eksjöverken 1955-56 och levererades till SJ som UCFo7y med nr 1943, 1974–1984. Litteran ändrat till UBFo7y 1956. Vagn 1979–1984 byggdes om till UABFo7y (UABFY) år 1959 och vagn 1977, 1978 år 1961. Vagn 1974 brandskadades så svårt år 1961 och ersattes av UBF6Z 1942 som byggdes om till UBF7Y, år 1965 byggdes den om till UBF8Y. Den sista UBF7Y-vagnen slopades 1980.

### UBF7Z
Manövervagn med sittinredning lika som Y7-motorvagnarna, godsutrymme och en tjänstekupé. Hade 31 stycken sittplatser, golvytan i godsutrymmet var 16m² och maxlast 2 ton. Anpassade för användning tillsammans med elmotorvagnarna X16/X17 genom en strömställare mellan dieseldrift och elektrisk drift och manöverknappar för strömavtagare. 30 stycken tillverkades vid AB Eksjöverken år 1960-61 och levererades till SJ som UBFo7ye med nr 2067–2096. 1970 ändrades litteran till UBF7Z. Den sista UBF7Z-vagnen slopades 1987.

### UBF8Y
Manövervagn med sittinredning lika som Y8-motorvagnara, godsutrymme och ett litet pentry. Hade 25 stycken sittplatser, golvytan i godsutrymmet var 13m² och maxlast 2 ton. 4 stycken med nr 1942, 1979, 1981 och 1999 byggdes om till UBFo8y år 1964-65 från andra UBF-modeller. 1970 ändrades litteran till UBF8Y. Den sista UBF8Y-vagnen slopades 1983.

### UDFo15
Släpvagn för enbart post och resgods. 24 stycken tillverkades och levererades till SJ som UDFo15 med nr 2003–2014 och 2055–2066. Den första serien tillverkades vid AB Eksjöverken år 1956 och den andra serien vid ASJ Arlöv 1958. Golvytan i postavdelningen var 15 m² och i godsavdelningen 27 m², maxlast för post och gods var sammanlagt 6 ton. De sista UDFo15-vagnarna slopades 1968 d.v.s. innan litterareformen 1970.

### UDF20
Släpvagn för enbart post och resgods. 16 stycken tillverkades vid ASJ Arlöv år 1953-54 och levererades till SJ som UDFo20 med nr 1819–1826 och 1915–1922. Golvytan i postavdelningen var 20 m² och i godsavdelningen 22m², maxlast för post och gods var sammanlagt 6 ton. De sista UDF20-vagnarna slopades 1975.

### UF
Släpvagn med enbart plats för gods. 30 stycken tillverkades vid AB Eksjöverken år 1953–1957 och levererades till SJ som UFo6 med nr 1880–1884, 1959–1973 och 2015–2024. Golvytan var 43 m² och maxlast 6 ton. De sista UF-vagnarna slopades 1980.

### UFV
Släpvagn med enbart plats för gods. Tvåaxlig, och därmed kortare än övriga släpvagnar. På grund av den korta och bulliga formen kallades UFV-släpen för "ostar". 50 st släpvagnar levererades till SJ som litt UF6 med nr 2025–2054 och 2140–2159 av AB Eksjöverken. 1970 ändrades litteran till UFV. Tjänstevikten var 8 ton, maxlasten 5 ton och golvytan i lastutrymmet 20 m². De sista UFV-vagnarna slopades 1985.

## Tjänstefordon och av Banverket övertagna fordon

### MDR400
Motordressiner, använda som verkstadsmotorvagnar och för personaltransporter. Nr 3785–3792, 3796. Fd YBo6 852, 859, 870, 1023, 1026, 1033, 1047, 1052, 1061. Nya littera 1970 Qlh-b och Qgå. MDR 400 3799, senare av BV littererad PMV, finns bevarad i banarbetsskick hos museiföreningen Östra Skånes Järnvägar i Kristianstad. 

### Qgb
Släpvagn, förrådsvagn. Nr 985 0245. Fd UF 2015.

### Qgm
Inspektionsmotorvagnar, 3 st med nr 986 0037–0039. Fd YS 1022, 1171, 1179, ny littera från 1972.

### Qgz-ekxå
Verkstadsmotorvagn med svängbar takbrygga. 1 st med nr 985 0805. Fd YBo6 1053.

### Qgz-yä
Elrevisionsvagnar för kontaktledningsarbeten med svängbara SVABO-liftar. Ombyggda 1971-77. 31 st med nr 985 0806, 0825–0854. Fd YBo6 1038, Y6 822, 845, 851, 988, 995, 998, 1004, 1016, 1029–1031, 1041, 1043, 1046, 1055–1056, 1063, 1078, 1080, 1082–1083, 1091–1092, 1115, Y7 1165, 1167, 1196, 1203, Y8 1129, Qgm 986 0037 (YS 1022). Av denna omgång ombyggda liftmotorvagnar av Qgz-typ, med kvarvarande rund hytt i båda ändar, återstod våren 2012 endast ett par vagnar. Övriga har utmönstrats av Banverket Produktion/nuvarande InfraNord i stor takt de senaste åren. Denna utmönstring/skrotning har skett på grund av nyleveranser av nytillverkade liftmotorvagnar och/eller rationaliseringar samt, i viss mån, tappade underhållsuppdrag till förmån för andra banunderhållsfirmor. Skåne-Smålands Jernvägsmuseiförening i Strömsnäsbruk har därför fått möjlighet att från InfraNord och med stöttning från Sveriges Järnvägsmuseum ta över en av dessa vagnar som annars skulle ha skrotats, nämligen LMV 1928B, fd Qgz 985 0849, fd Y6 1055. Vagnen används nu som banarbetsfordon på banan Traryd-Strömsnäsbruk-Markaryd.

### Qhz-ö
Efter Qgz-yä fanns även en senare generation liftmotorvagnar med litt. Qhz-ö. Dessa hade ombyggd platt front i ena änden. Detta för att medge större utrymme för liftutrustning. De har dessutom en hjälpmotor som via hydrauldrift kan köra vagnen i låg hastighet.

### Qgå
Verkstadsmotorvagnar för signalavdelningen. Totalt 8 st med nr 985 0915–0917. Fd MDR400 3785, 3792 (YBo6 852, 1061), Y7 1194, Y7 1230.

### Qgö
Släpvagn till Qgå. 2 st med nr 945 0980–0981. Fd UF6 2029, 2051.

### Qha
Släpvagn till Qgz och Qlh. Totalt 10 st med nr 945 0760–0761, 985 0231–0234, 0290–0293. Fd UFV 2146, 2155, UBF6Y 1785, 1853, 1867, 1871, 1998, UBF6Z 1987, UBF7Z 2088, 2089.

### Qlh-b
Verkstadsmotorvagnar för banavdelningarna. Totalt 15 st med nr 985 0270–0283, 986 1020. Fd MDR400 3786–3791, 3796 (YBo6 859, 870, 1023, 1026, 1033, 1047, 1052), YBo6 831-833, Y6 752, 785, 1005, 1028, 1118.

## Bevarade vagnar
- X16 958, Svenska Motorvagnsklubben
- X16 960, Svenska Motorvagnsklubben
- X17 979, Dellenbanans vänner
- Y6 770, Dansk Jernbane Klub (som VNJ MB53)
- Y6 773, Svenska Motorvagnsklubben
- Y6 780, Dansk Jernbane Klub (som VNJ MB52)
- Y6 859, Svenska Motorvagnsklubben
- Y7 1001, Örnsköldsviks Järnvägssällskap
- Y6 1013, Nordsjællands Veterantog (som HTJ S 50)
- Y6 1062, museiföreningen Östra Skånes Järnvägar
- Y8 1064, museiföreningen Östra Skånes Järnvägar
- Y8 1074, Arvidsjaurs Järnvägsförening (orangemålad)
- Y8 1076, Landeryds Järnvägsmuseum
- Y6 1086, Orsa Järnvägsförening
- Y6 1109, Järnvägsmuseet, Gävle
- Y7 1113, Järnvägsmuseet, Gävle
- Y6 1116, Svenska Motorvagnsklubben
- Y8 1124, Orsa Järnvägsförening
- Y8 1125, Nora Bergslags Veteranjärnväg
- Y6 1130, Orsa Järnvägsförening
- Y8 1131, Svenska Motorvagnsklubben
- Y8 1132, Dellenbanans Vänner
- Y8 1135, Örnsköldsviks Järnvägssällskap
- Y7 1136, stiftelsen Dal - Västra Värmlands Järnväg, eventuellt skrotad
- Y7 1140, Skåne - Smålands Järnvägsmuseiförening
- Y7 1151, Engelsberg - Norbergs Järnvägshistoriska Förening
- Y7 1156, Engelsberg - Norbergs Järnvägshistoriska Förening
- Y7 1161, stiftelsen Dal - Västra Värmlands Järnväg
- Y7 1163, Nora Bergslags Veteranjärnväg
- YS 1171, Svenska Motorvagnsklubben
- Y7 1173, Arvidsjaurs Järnvägsförening (orangemålad)
- Y7 1176, Skåne - Smålands Järnvägsmuseiförening
- Y7 1177, Svenska Motorvagnsklubben
- Y7 1181, Skånska Järnvägar
- Y7 1182, Nolbygårds Ekobageri
- Y7 1185, Föreningen Veteranjärnvägen
- Y7 1186, stiftelsen Dal - Västra Värmlands Järnväg
- Y7 1191, Arvidsjaurs Järnvägsförening
- Y7 1193, Museiföreningen Östra Skånes Järnvägar
- Y7 1197, Museiföreningen Östra Skånes Järnvägar
- UBF6Z 1935, Skåne - Smålands Järnvägsmuseiförening
- UB 1957, Svenska Motorvagnsklubben
- UAFZ 1983, Museiföreningen Östra Skånes Järnvägar
- UBF6Z 1987, Nene Valley Railway, England
- UBF6Y 1997, Svenska Motorvagnsklubben
- Y7 1207, Järnvägssällskapet Åmål - Årjängs Järnväg
- Y7 1212, Nene Valley Railway, England
- Y7 1213, Arvidsjaurs Järnvägsförening
- Y7 1220, Nora Bergslags Veteranjärnväg
- Y7 1223, Järnvägssällskapet Åmål - Årjängs Järnväg
- Y7 1233, Orsa Järnvägsförening
- Y7 1234, Malmbanans Vänner
- Y7 1240, Skåne - Smålands Järnvägsmuseiförening
- Y7 1242, Nora Bergslags Veteranjärnväg
- Y7 1246, Skånska Järnvägar
- Y7 1255, Engelsberg - Norbergs Järnvägshistoriska förening
- UDFo15 2004, Svenska Motorvagnsklubben
- UFV 2041, Museiföreningen Östra Skånes Järnvägar
- UFV 2051, Svenska Motorvagnsklubben
- UBF7Z 2069, Landeryds Järnvägsmuseum
- UBF7Z 2076, Engelsberg - Norbergs Järnvägshistoriska förening
- UBF7Z 2087, Nora Bergslags Veteranjärnväg
- UBF7Z 2095, Örnsköldsviks Järnvägssällskap
- UFV 2142, Engelsberg - Norbergs Järnvägshistoriska förening
- UFV 2148, Skåne - Smålands Järnvägsförening
- UFV 2140, Örnsköldsviks Järnvägssällskap
- LMV 1928B, Skåne - Smålands Järnvägsmuseiförening (före detta Y6 1055)
- Qgz 1082, Orsa Järnvägsförening (före detta Y6 1082)